# Conclave de 1565–1566

Escut papal de sa Santedat el papa Pius V

El conclave de 1565-66 es va organitzar després de la mort del papa Pius IV. Va tenir lloc a Roma del 20 de desembre de 1565 al 7 de gener de 1566.

## Divisió dels cardenals
Va ser el primer en diverses dècades que no va ser subjecte d'una pressió significativa dels monarques seculars. Els cardenals francesos, amb excepció d'un, no van anar a Roma, ja que la guerra religiosa en aquell país significava que el tribunal de París no tindria ni el temps ni l'habilitat de influenciar l'elecció d'un nou papa. Els governants que mantenien alguna influència en el col·legi dels cardenals eren el gran-duc de la Toscana, Cosme I de Mèdici i el rei Felip II de Castella. El primer tenia com a favorit el cardenal Ricci, mentre que el rei de Castella, aquesta vegada es va abstenir de interferir en l'elecció papal. Va dir només que hauria de ser escollit un home digne del càrrec. Les instruccions als cardenals per a la seva candidatura eren d'excloure el cardenal d'Este i els cardenals francesos.
En aquesta situació, només el partit més fort, però no prou per imposar la seva voluntat, va ser el partit dels cardenals creats per Pius IV, centrada entorn dels seus nebots Carles Borromeo i Mark Sittich von Hohenems. A més d'això, un grup de cardenals estaven aliats amb el duc de la Toscana (entre ells seu fill, Ferran I de Mèdici, Niccolini, Sforza) i el grup dels creats per Pau IV, liderats pel Camarlenc Vitelli, amb els que li donaven suport també embolicats en la seva pròpia elecció, amb les campanyes dels cardenals Alexandre Farnese i Hipòlit II d'Este.

## Conclave
Cinquanta-dos cardenals van entrar en el conclave el 20 de desembre. Per primera vegada en molt temps, hi havia setanta cardenals formant el Col·legi Cardenalici. Aquest fet només es repetiria en el Conclave de 1669–1670 i després, en el Conclave de 1963. Amb la mort d'un cardenal durant el conclave, a més de la sortida de dos més durant la votació, al final, quaranta i nou cardenals van elegir el cardenal Antonio Michele Ghislieri, que prendria el nom de Pius V.

## Cardenals votants
LX = nomenat cardenal per Lleó X
PIII = nomenat cardenal per Pau III
JIII = nomenat cardenal per Juli III
PaIV = nomenat cardenal per Pau IV
PiIV = nomenat cardenal per Pius IV
1. Francesco Pisani (LX)
2. Giovanni Girolamo Morone (PIII)
3. Cristoforo Madruzzo (PIII)
4. Alessandro Farnese (PIII)
5. Tiberio Crispi (PIII)
6. Giovanni Michele Saraceni (JIII)
7. Niccolò Caetani (PIII)
8. Hipòlit II d'Este (PIII)
9. Giacomo Savelli (PIII)
10. Fulvio Giulio della Corgna, Orde del Sant Sepulcre de Jerusalem (JIII)
11. Giovanni Ricci (JIII)
12. Giovanni Battista Cicada (JIII)
13. Luigi Cornaro (JIII)
14. Scipione Rebiba (PaIV)
15. Jean Suau (PaIV)
16. Giovanni Antonio Capizzuchi (PaIV)
17. Antonio Michele Ghislieri, Orde dels Predicadors (elegit com a Pius V) (PaIV)
18. Clemente d'Olera, Orde de Frares Menors (PaIV)
19. Giovanni Antonio Serbelloni (PiIV)
20. Carles Borromeo (PiIV)
21. Ludovico Simonetta (PiIV)
22. Mark Sittich von Hohenems (PiIV)
23. Francesco Gonzaga (PiIV)
24. Alfonso Gesualdo (PiIV)
25. Giovanni Francesco Gambara (PiIV)
26. Bernardo Salviati, Orde del Sant Sepulcre de Jerusalem (PiIV)
27. Pietro Francesco Ferrero (PiIV)
28. Innico d'Avalos d'Aragona (PiIV)
29. Francisco Pacheco de Toledo (PiIV)
30. Girolamo Corregio (PiIV)
31. Marco Antonio Colonna (PiIV)
32. Tolomeo Gallio (PiIV)
33. Angelo Nicolini (PiIV)
34. Luigi Pisani (PiIV)
35. Zaccaria Delfino (PiIV)
36. Marcantonio Bobba (PiIV)
37. Alessandro Sforza (PiIV)
38. Flavio Fulvio Orsini (PiIV)
39. Francesco Alciati (PiIV)
40. Benedetto Lomellini (PiIV)
41. Guglielmo Sirleto (PiIV)
42. Francesco Crasso (PiIV)
43. Giulio della Rovere (PiIV)
44. Innocenzo del Monte (PiIV)
45. Girolamo Simoncelli (PiIV)
46. Vitellozzo Vitelli (PaIV)
47. Ludovico d'Este (PiIV)
48. Ludovico Madruzzo (PiIV)
49. Ferdinando de' Medici[4] (PiIV)
50. Francesco Abundio Castiglioni (PiIV)
51. Guido Luca Ferrero (PiIV)
52. Gabriele Paleotti (PiIV)

### Absents
1. Otto Truchess von Waldburg (PIII)
2. Francisco Mendoza de Bobadilla (PIII)
3. Georges d'Armagnac (PIII)
4. Enric I de Portugal (PIII)
5. Charles de Lorraine-Guise (JIII)
6. Carles de Borbó-Vendôme (PIII)
7. Bernardino Scotti, Theat. (PaIV)
8. Lorenzo Strozzi (PaIV)
9. Philibert Babou de la Bourdaisière (PiIV)
10. Marco Antonio Amulio (PiIV)
11. Stanisław Hozjusz (PiIV)
12. Antoine Perrenot de Granvelle (PiIV)
13. Prospero Santacroce (PiIV)
14. Ugo Boncompagni (futur Papa Gregori XIII) (PiIV)
15. Louis I de Guise (PiIV)
16. Alessandro Crivelli (PiIV)
17. Antoine de Créqui Canaples (PiIV)
18. Giovanni Francesco Commendone (PiIV)